# Kryolan

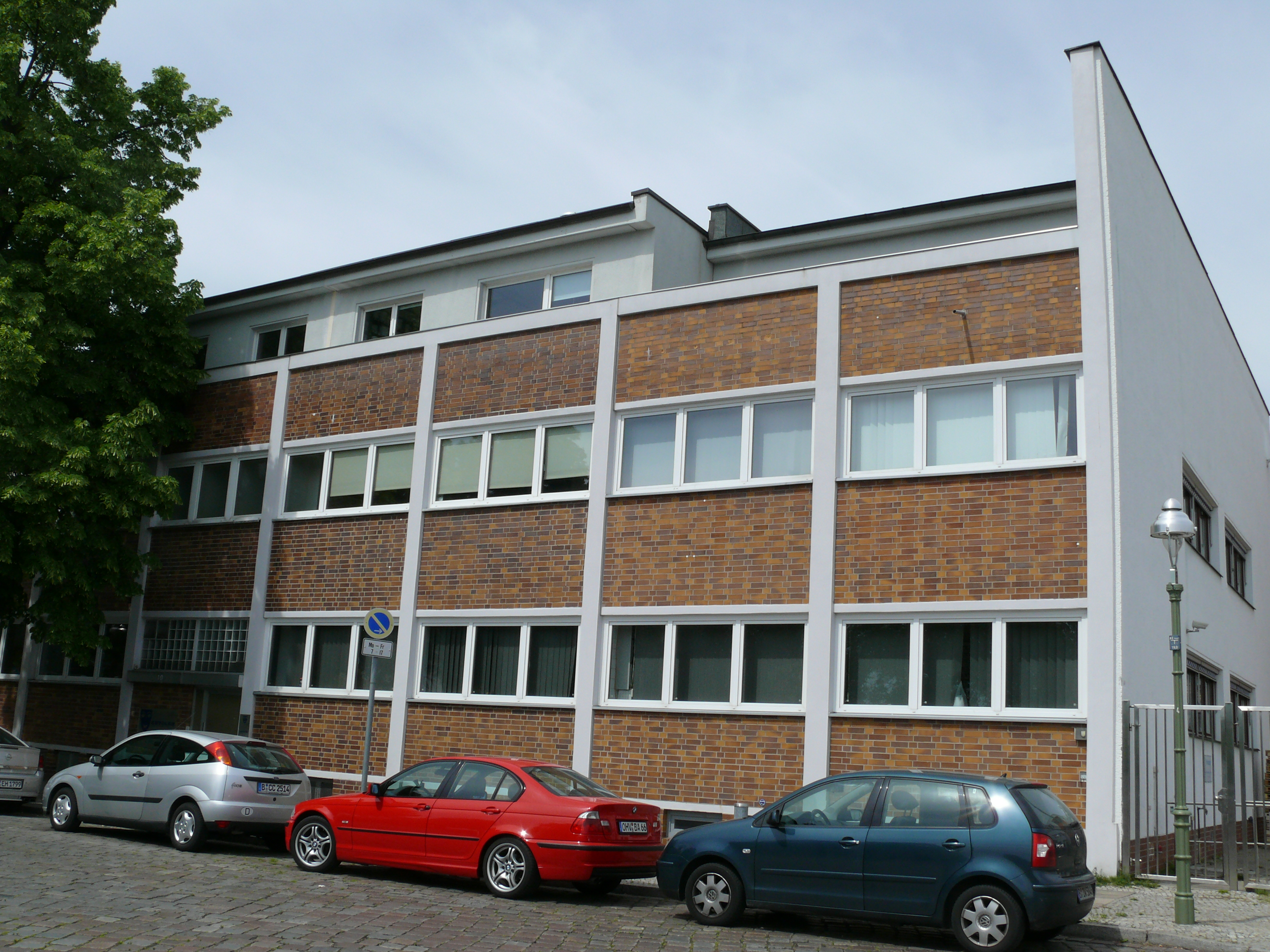
Firmengebäude in Berlin-Gesundbrunnen

Die Kryolan GmbH ist ein Hersteller von Kunstblut und Theaterschminke mit Sitz in Berlin-Gesundbrunnen.

## Geschichte
Im Jahr 1945 verkaufte der Vater des jetzigen Eigentümers, der Berliner Chemikant Arnold Langer, im durch den Zweiten Weltkrieg zerstörten Berlin aus einem Bauchladen heraus Gesichtswasser, Haut- und Zahncremes und entwickelte in seinem Zuhause die ersten professionellen Schminken. Große finanzielle Mittel brauchte er dazu nicht, er entwickelte seine ersten Produkte in einem Waschbecken, dazu hatte er einen portablen Gasbrenner, einen Rührstab, eine Haushaltswaage und einen Schmelztiegel. Kurze Zeit später hatte das Kleinunternehmen 5 Mitarbeiter, darunter war auch sein Sohn, der jetzige Firmeneigentümer Wolfram Langer. Als im Jahr 1946 bundesweit die ersten Opern wieder eröffneten, erweiterte Langer sein Sortiment um Theaterschminke. Bereits im Jahr 1939/41 lieferte der Unternehmer für den Kinofilm Frauen sind doch bessere Diplomaten, der als erster deutscher Farbfilm Eingang in die deutsche Kinogeschichte fand, die Schminke für die Darsteller. Die Firma setzt sich aus den Anfangsbuchstaben der Nachnamen von Heinz Krause, ein Studienkollege von Langer und dessen Anfangsbuchstaben seines Nachnamens zusammen.
1971 wurden die ersten Filmproduzenten aus Hollywood auf das Berliner Unternehmen aufmerksam.

## Produkte
Das erste global vertriebene Produkt des Unternehmens war künstliches Blut für Filmaufnahmen. In der Folge wurde das Sortiment schrittweise erweitert. Da das Unternehmen mittlerweile auch Lippenstifte und kosmetische Abdeckfarben herstellt, gehören zu den Kunden nicht nur Filmproduzenten; auch Krankenhäuser und Apotheken werden mit hochdeckendem Camouflage-Make-up beliefert, um beispielsweise Narben oder schwere Entstellungen der Haut, die beispielsweise aus Bränden oder Unfällen entstehen oder angeboren sind, zu kaschieren.

## Heutige Entwicklung
Das Unternehmen beschäftigt aktuell (Stand: 2016) 183 Mitarbeiter und unterhält neben seinem Stammsitz in Berlin-Gesundbrunnen Niederlassungen in Großbritannien, Indien, Polen, Südafrika und den USA und erwirtschaftet mit seinen Verkäufen über sein gesamtes Produktportfolio, das neben Schminke und Filmblut unter anderem auch Lippenstifte in 500 verschiedenen Farbtönen enthält und 20.000 verschiedene Produkte umfasst, einen Jahresüberschuss von 1,6 Millionen Euro. Das Unternehmen beliefert mit Stand 2016 in 90 Ländern etwa 5000 Stammkunden. Zu seinen Kunden gehörten neben Steven Spielberg auch Kate Winslet, Johnny Depp, die Moderatoren der Nachrichtensender CNN und Al Jazeera die Produzenten mehrerer Tatort-Folgen, James Cameron, Roland Emmerich und andere.
Kryolan produziert jährlich etwa 20.000 Liter Kunstblut, das in Theaterstücken oder Filmproduktionen verwendet wird und je nach Anforderung der Produzenten in verschiedenen Farbtönen und Konsistenzen gefertigt wird. Es besteht hauptsächlich aus den Bestandteilen Gelatine, Glyzerin, Wasser und Lebensmittelfarbe.

## Veröffentlichungen
- Barbara Martin: Der bärtige Mann: eine Skizze um ein erotisches Attribut. Hrsg. Kryolan GmbH. Theater der Zeit, Berlin [2010], ISBN 978-3-942449-10-6.
- Jos Brands: Airbrush und Makeup. Hrsg. Kryolan GmbH, Photogr. Pascal Baetens. Kryolan GmbH, Berlin [1999]. DNB 969888848. (Engl., franz. und niederl. Ausgabe unter dem Titel Airbrush und Makeup)
- Arnold Langer (Red.): Schminken macht Spaß! Kryolan GmbH, Berlin 1997, DNB 969889755. (Engl. Ausg. Make-up is fun! 1998, span. Ausg. Da gusto maquillar! 1998, niederl. Ausg. Schminken is leuk 1998, poln. Ausg. Malowanie sprawia przyjemność! 1999)
- Arnold Langer: Kryolan – Theater-Schminkfibel. Kryolan, Berlin 1976. (6., unveränd. Auflage 1995; Span. Ausgabe Kryolan – Manual de maquillaje. 1997)